# 1033 هـ
1033 هـ هي سنة في التقويم الهجري امتدت مقابلةً في التقويم الميلادي بين سنتي 1623 و1624.

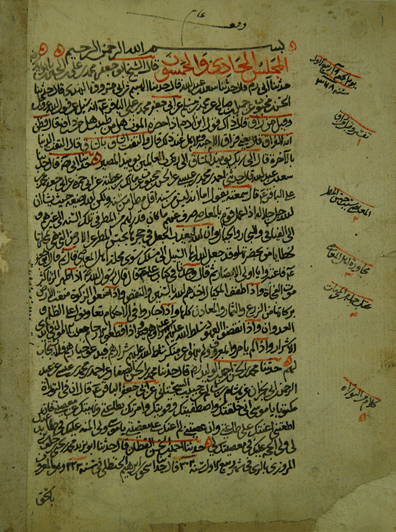
خط منسوب للحر العاملي من عام 1114 هـ.

## مواليد

### رجب
- 8 رجب - محمد بن الحسن الحر العاملي، عالم دين وفقيه ومرجع ومُحدِّث شيعي لبناني.

## وفيات
- مرعي الكرمي
- محمد بن علي الوجدي، شاعر وأديب وموسيقي مغربي.